# Prosthechea caetensis
Prosthechea caetensis är en orkidéart som först beskrevs av Hamilton Dias Bicalho, och fick sitt nu gällande namn av Wesley Ervin Higgins. Prosthechea caetensis ingår i släktet Prosthechea och familjen orkidéer. Inga underarter finns listade i Catalogue of Life.